# Rolls-Royce Dawn (2015)
Rolls-Royce Dawn — кабриолет класса люкс от компании Rolls-Royce Motor Cars.
Создан на базе Rolls-Royce Wraith, что заметно видно по его внешнему виду. Тем не-менее Rolls-Royce заявил что 80 % кузовных панелей являются иными в сравнении с Wraith. Также решётка радиатора имеет углубление, удлинен бампер.

## Dawn Black Badge
Модификация с изменённым интерьером и экстерьером, в целом оформленная в чёрном цвете.